# Пољуби ме сад
Пољуби ме сад је други студијски албум хрватског поп певача Дамира Кеџа, издат 2020. године за Кроејша рекордс. На албуму се налази девет нових песама, од којих је једна на енглеском језику, као и четири лајв верзије старих синглова, укључујући дует са Јеленом Жнидарић За За, и један ремикс. На албуму су поред хрватских композитора радили и шведско-ирански продуцент Мохамед Денеби и италијански хаус продуцент Старфиш.

## Списак песама
| №   | Назив                     | Трајање |  |
| 1.  | Дивљи вјетре              | 3:00    |  |
| 2.  | Недодирљива               | 2:55    |  |
| 3.  | Види се из далека         | 4:02    |  |
| 4.  | Пољуби ме сад             | 3:36    |  |
| 5.  | Шути                      | 3:20    |  |
| 6.  | Љубави моја               | 3:49    |  |
| 7.  | Војник љубави             | 3:42    |  |
| 8.  | Срце ми умире за њом      | 3:55    |  |
| 9.  | Све се у мени буди (лајв) | 4:24    |  |
| 10. | Роним на дах (лајв)       | 4:13    |  |
| 11. | Коријен у пијеску (лајв)  | 3:37    |  |
| 12. | 365 (лајв)                | 3:40    |  |
| 13. | Not A Crime               | 3:27    |  |
| 14. | Дивљи вјетре (ремикс)     | 3:04    |  |